# Land of the Free (hino)
"Land of the Free" é o hino nacional de Belize. Com letra de Samuel Alfred Haynes e música de Selwyn Walford Young, foi adoptado em 1981.

## Letra
| Em inglês O Land of the Free by the Carib Sea, Our manhood we pledge to thy liberty! No tyrants here linger, despots must flee This tranquil haven of democracy. The blood of our sires, which hallows the sod, Brought freedom from slavery oppression's rod, By the might of truth and the grace of God. No longer shall we be hewers of wood. | Em espanhol País libre del mar Caribe, ¡nuestro valor lo prometemos a tu libertad! Ningún tirano aquí se rezaga, los déspotas deben huir de este tranquilo refugio de la democracia. La sangre de nuestros padres, que santifica el suelo, trajo la libertad de la barra de la opresión de la esclavitud, por la fuerza de la verdad y de la gracia de Dios. Ya no seremos labradores de madera.             |
| Refrão Arise, ye sons of the Baymen's clan! Put on your armour, clear the land! Drive back the tyrants, let despots flee! Land of the Free by the Carib Sea! | Refrão ¡Presentes, los hijos del clan Bahiano! ¡Pónganse su armadura, limpien la patria! ¡hagan retroceder a los tiranos, que huyan los déspotas! ¡País de los libres junto al mar Caribe! |
| Nature has blessed thee with wealth untold, O'er mountains and valleys where prairies roll; Our fathers, the Baymen, valiant and bold Drove back the invader, this heritage hold From proud Rio Hondo to old Sarstoon, Through coral isle, over blue lagoon, Keep watch with the angels, the stars and moon. For freedom comes tomorrow's noon.  | La naturaleza te ha bendecido con la abundancia, sobre montañas y valles donde las praderas ruedan; Nuestros padres, los Bahianos, valientes y atrevidos Rechazaron al invasor, este patrimonio persiste del orgulloso Río Hondo hasta el viejo Sarstoon, a través de la isla coralina, sobre la Laguna Azul, Vigila con los ángeles, las estrellas y la luna. Pues la libertad llega el mediodía de mañana. |
| Refrão Arise, ye sons of the Baymen's clan! Put on your armour, clear the land! Drive back the tyrants, let despots flee! Land of the Free by the Carib Sea! | Refrão ¡Presentes, los hijos del clan Bahiano! ¡Pónganse su armadura, limpien la patria! ¡hagan retroceder a los tiranos, que huyan los déspotas! ¡País de los libres junto al mar Caribe! |